# Melastomastrum afzelii
Melastomastrum afzelii är en tvåhjärtbladig växtart som först beskrevs av Joseph Dalton Hooker, och fick sitt nu gällande namn av Abílio Fernandes och Rosette Mercedes Saraiva Batarda Fernandes. Melastomastrum afzelii ingår i släktet Melastomastrum och familjen Melastomataceae. Inga underarter finns listade i Catalogue of Life.